# Mo'ale Finau
Mo'ale Finau (n. 10 de febrero de 1960) es un político tongano, perteneciente al Partido Democrático de las Islas Amigas.
Finau tiene una Maestría en Artes en Geografía y un Certificado en Derecho. Trabajó como maestro, empresario y oficial de capacitación en liderazgo antes de ingresar a la política.  Se mantuvo sin éxito como independiente para la sede de Ha'apai en las elecciones generales de 2005 y 2008. En las elecciones generales de 2010, se presentó en el nuevo distrito electoral de Ha'apai 12 por el Partido Democrático de las Islas Amigas, y fue elegido con el 31,9% de los votos. Perdió el escaño por 4 votos en las elecciones de 2014 . 